# Клецков, Александр Дмитриевич
Александр Дмитриевич Клецков (род. 16 августа 1955, Брянская область) — российский военный деятель, вице-адмирал.

## Биография
Родился 16 августа 1955 года Брянской области.
В 1978 году окончил Калининградское высшее военно-морское училище. Начал офицерскую службу с должности помощника командира корабля — командира штурманской боевой части базового тральщика «Алтайский комсомолец», затем был назначен командиром базового тральщика «Комсомолец Эстонии» Таллинской военно-морской базы Балтийского флота. С 1983 по 1998 год последовательно занимал должности начальника штаба и командира 323-го дивизиона тральщиков Балтийской военно-морской базы Балтийского флота, начальника штаба и командира 64-й бригады кораблей охраны водного района, начальника штаба 4-й дивизии кораблей Ленинградской военно-морской базы Балтийского флота. В 1989 году окончил Военно-морскую академию имени Маршала Советского Союза А. А. Гречко.
В 1998—2001 годах — начальник штаба Балтийской военно-морской базы Балтийского флота.
В 2003 году окончил Военную академию Генерального штаба Вооружённых сил Российской Федерации.
С 25 декабря 2003 года — командир Балтийской военно-морской базы Балтийского флота.
С 17 октября 2005 года — начальник штаба — первый заместитель командующего Балтийским флотом.
Указом Президента РФ № 917 от 17 июля 2007 года и приказом министра обороны РФ № 834 от 18 июля 2007 года назначен командующим Черноморским флотом.
В период 2007—2010 годов, когда флот находился под командованием вице-адмирала А. Д. Клецкова, произошёл ряд широко освещаемых в прессе событий.
- Несколько неудачных попыток украинской стороны перевести под своё управление станцию радионавигационной системы «Марс-75», которая находится в городе Геническ. Генеральная прокуратура Украины предъявила иск, по которому хозяйственный суд в Херсонской области в феврале 2003 года постановил изъять установку «Марс-75» у Министерства обороны РФ в лице в/ч 49385 Черноморского флота и передать её Министерству транспорта Украины в лице Госгидрографии. После этого было проведено несколько попыток привести решение в исполнение — в ноябре 2007, 6 декабря 2006, 21 января 2008 и 16 июня 2009 года[4][5][6].
- Борьба с сомалийскими пиратами силами кораблей флота. 5 февраля 2006 года отряд российских кораблей Черноморского флота в составе ракетного крейсера «Москва», большого десантного корабля «Азов» и спасательного буксира СБ-36 приняли участие в операции «Активные усилия» в Средиземном море, СБ-36 участвовал в контртеррористической операции против сомалийских пиратов[7].
- Успешное участие флота в войне в Грузии 2008 года (бой 10 августа).

2 июля 2010 года освобождён от должности командующего Черноморским флотом в связи с достижением предельного возраста нахождения на военной службе в звании вице-адмирала (в августе 2010 года ему исполнилось 55 лет).
Эта новость встретила неоднозначную реакцию специалистов, так как в формулировке приказа есть определённые несоответствия возраста А. Д. Клецкова и возраста сменившего его вице-адмирала В. И. Королёва.

## Награды
- Орден «За военные заслуги»
- Медаль «За боевые заслуги»
- ряд других государственных и ведомственных медалей
- Заслуженный военный специалист Российской Федерации (9.04.2008[11])
- Почётный житель города Алексина[12]
- Почётная грамота Президиума Верховного совета Российской Федерации (1993)[13]
- Знак отличия Автономной Республики Крым «За верность долгу» (2009)[14]